# سيمون آشر
سيمون آشر (بالإنجليزية: Simon Asher)‏ هو لاعب كرة الماء أسترالي، ولد في 5 سبتمبر 1967.

## وصلات خارجية
- سيمون آشر على موقع الاتحاد الدولي للسباحة (الإنجليزية)
- سيمون آشر على موقع أوليمبيديا (الإنجليزية)
- سيمون آشر على موقع اللجنة الأولمبية الأسترالية (الإنجليزية)